# العلاقات التشادية اللاوسية
العلاقات التشادية اللاوسية هي العلاقات الثنائية التي تجمع بين تشاد ولاوس.

## مقارنة بين البلدين
هذه مقارنة عامة ومرجعية للدولتين:
| وجه المقارنة                                              | تشاد                      | لاوس        |
| --------------------------------------------------------- | ------------------------- | ----------- |
| المساحة (كم2)                                             | 1.28 مليون                | 236.80 ألف  |
| عدد السكان (نسمة)                                         | 15.23 مليون               | 6.86 مليون  |
| الكثافة السكانية (ن./كم²)                                 | 11.9                      | 28.97       |
| العاصمة                                                   | انجمينا                   | فيينتيان    |
| اللغة الرسمية                                             | لغة فرنسية، اللغة العربية | اللغة اللاو |
| العملة                                                    | فرنك وسط أفريقي           | كيب لاوي    |
| الناتج المحلي الإجمالي (بليون دولار)                      | 9.98 مليار                | 16.85 مليار |
| الناتج المحلي الإجمالي (تعادل القوة الشرائية) بليون دولار | 30.54 مليار               | 38.71 مليار |
| الناتج المحلي الإجمالي الاسمي للفرد دولار أمريكي          | 775                       | 1.82 ألف    |
| الناتج المحلي الإجمالي للفرد دولار أمريكي                 | 2.18 ألف                  |             |
| مؤشر التنمية البشرية                                      | 0.392                     | 0.575       |
| رمز المكالمات الدولي                                      | +235                      | +856        |
| رمز الإنترنت                                              | .td                       | .la         |
| المنطقة الزمنية                                           | ت ع م+01:00               | ت ع م+07:00 |

## منظمات دولية مشتركة
يشترك البلدان في عضوية مجموعة من المنظمات الدولية، منها:
| علم المنظمة | اسم المنظمة                        | تاريخ انضمام تشاد | تاريخ انضمام لاوس |
| ----------- | ---------------------------------- | ----------------- | ----------------- |
|             | مؤسسة التنمية الدولية              | 7 نوفمبر 1963     | 28 أكتوبر 1963    |
|             | يونسكو                             | 19 ديسمبر 1960    | 9 يوليو 1951      |
|             | وكالة ضمان الاستثمار متعدد الأطراف | 11 يونيو 2002     | 5 أبريل 2000      |
|             | الأمم المتحدة                      | 20 سبتمبر 1960    | 14 ديسمبر 1955    |
|             | البنك الدولي للإنشاء والتعمير      | 10 يوليو 1963     | 5 يوليو 1961      |
|             | منظمة حظر الأسلحة الكيميائية       | ?                 | ?                 |
|             | مؤسسة التمويل الدولية              | 2 أبريل 1998      | 29 يناير 1992     |
|             | منظمة الشرطة الجنائية الدولية      | ?                 | ?                 |

## وصلات خارجية
- موقع وزارة الخارجية اللاوسية